# Seuzach
Seuzach é uma comuna da Suíça, no Cantão Zurique, com cerca de 6.570 habitantes. Estende-se por uma área de 7,56 km², de densidade populacional de 869 hab/km². Confina com as seguintes comunas: Dägerlen, Dinhard, Hettlingen, Winterthur.
A língua oficial nesta comuna é o Alemão.